# Copper Harbor (Míchigan)
Copper Harbor es un lugar designado por el censo ubicado en el condado de Keweenaw en el estado estadounidense de Míchigan. En el Censo de 2010 tenía una población de 108 habitantes y una densidad poblacional de 17,18 personas por km².

## Geografía
Copper Harbor se encuentra ubicado en las coordenadas 47°28′5″N 87°52′12″O / 47.46806, -87.87000. Según la Oficina del Censo de los Estados Unidos, Copper Harbor tiene una superficie total de 6.29 km², de la cual 3.92 km² corresponden a tierra firme y (37.66%) 2.37 km² es agua.

## Demografía
Según el censo de 2010, había 108 personas residiendo en Copper Harbor. La densidad de población era de 17,18 hab./km². De los 108 habitantes, Copper Harbor estaba compuesto por el 97.22% blancos, el 0% eran afroamericanos, el 0% eran amerindios, el 0% eran asiáticos, el 0% eran isleños del Pacífico, el 0% eran de otras razas y el 2.78% pertenecían a dos o más razas. Del total de la población el 0% eran hispanos o latinos de cualquier raza.